# Список дипломатичних місій у Словаччині

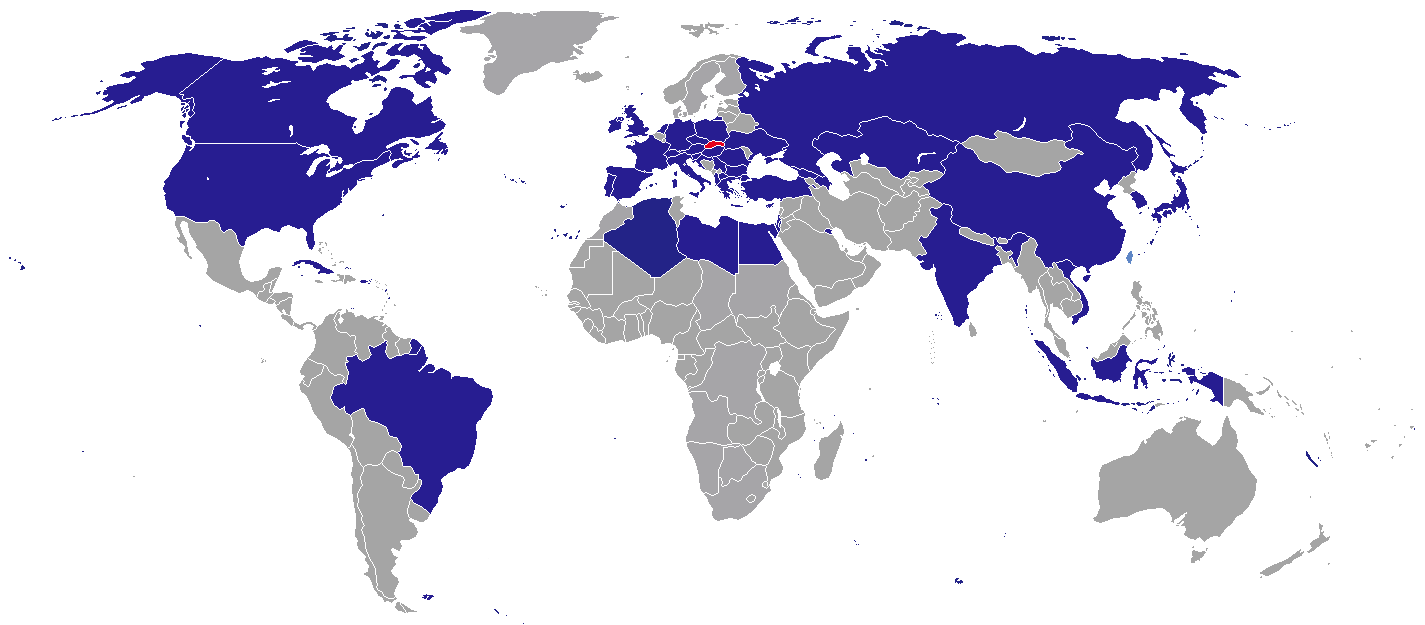
Країни, які мають посольство в Словаччині.

Нижче представлено список дипломатичних місій в Словаччині. Наразі 45 країни, в основному країни Європи, мають посольство (або представництво, у випадку Тайваню) в столиці Словаччини Братиславі. Ще дві країни, Канада та Казахстан, мають відділення посольств у Братиславі. Багато країн, які не мають посольства в Словаччині, мають акредитованих послів в інших столицях держав, переважно у Відні та Берліні.

## Посольства
- Австрія
- Албанія
- Білорусь
- Болгарія
- Бразилія
- Ватикан
- Велика Британія
- В'єтнам
- Греція
- Грузія
- Єгипет
- Ізраїль
- Індія
- Індонезія
- Ірландія
- Іспанія
- Італія
- Кіпр
- КНР
- Куба
- Казахстан
- Кувейт
- Лівія
- Нідерланди
- Німеччина
- Норвегія
- Палестина
- Південна Корея
- Польща
- Португалія
- Росія
- Румунія
- Сербія
- Словенія (Посольство Словенії в Словаччині)
- США
- Тайвань (представництво)
- Туреччина
- Угорщина
- Україна (Посольство України у Словаччині)
- Франція
- Хорватія
- Чехія
- Швейцарія
- Японія

## Відділення посольств
- Казахстан (відділення Посольства Казахстану в Чехії)
- Канада (відділення Посольства Канади в Австрії)

## Генеральні консульства
- Угорщина: Кошиці
- Україна: Пряшів

## Акредитовані посли

### Відень
- Австралія
- Алжир
- Андорра
- Аргентина
- Бельгія
- Болівія
- Буркіна-Фасо
- Венесуела
- Вірменія
- Гватемала
- ДР Конго
- Естонія
- Ефіопія
- Ємен
- Зімбабве
- Іран
- Ісландія
- Йорданія
- Кабо-Верде
- Канада
- Кенія
- Киргизстан
- Кіпр
- Колумбія
- Коста-Рика
- Кот-д'Івуар
- Лаос
- Латвія
- Литва
- Ліван
- Люксембург
- Малайзія
- Мальта
- Марокко
- Мексика
- Молдова
- Намібія
- Нігерія
- Нікарагуа
- Нова Зеландія
- ОАЕ
- Оман
- Пакистан
- ПАР
- Парагвай
- Перу
- Північна Македонія
- Саудівська Аравія
- Сирія
- Судан
- Таїланд
- Туніс
- Туркменістан
- Узбекистан
- Уругвай
- Філіппіни
- Чилі
- Швеція
- Шрі-Ланка

### Берлін
- Бангладеш
- Бенін
- Бурунді
- Гвінея
- Замбія
- Камбоджа
- Малаві
- Непал
- Панама
- Республіка Конго
- Сальвадор
- Танзанія
- Уганда
- Ямайка

### Прага
- Афганістан
- Боснія і Герцеговина
- Гана
- Казахстан
- Монголія
- Північна Корея
- Фінляндія

### Інші міста
- Москва
  -  Мавританія
  -  Мадагаскар
  -  Малі
  -  Сомалі
  -  Сьєрра-Леоне
- Брюссель
  -  Есватіні
  -  Гамбія
- Будапешт
  -  Еквадор
  -  Катар
- Рим
  -  Лесото
  -  Сан-Марино
- Белград
  -  Бірма
- Лондон
  -  Ботсвана

## Галерея

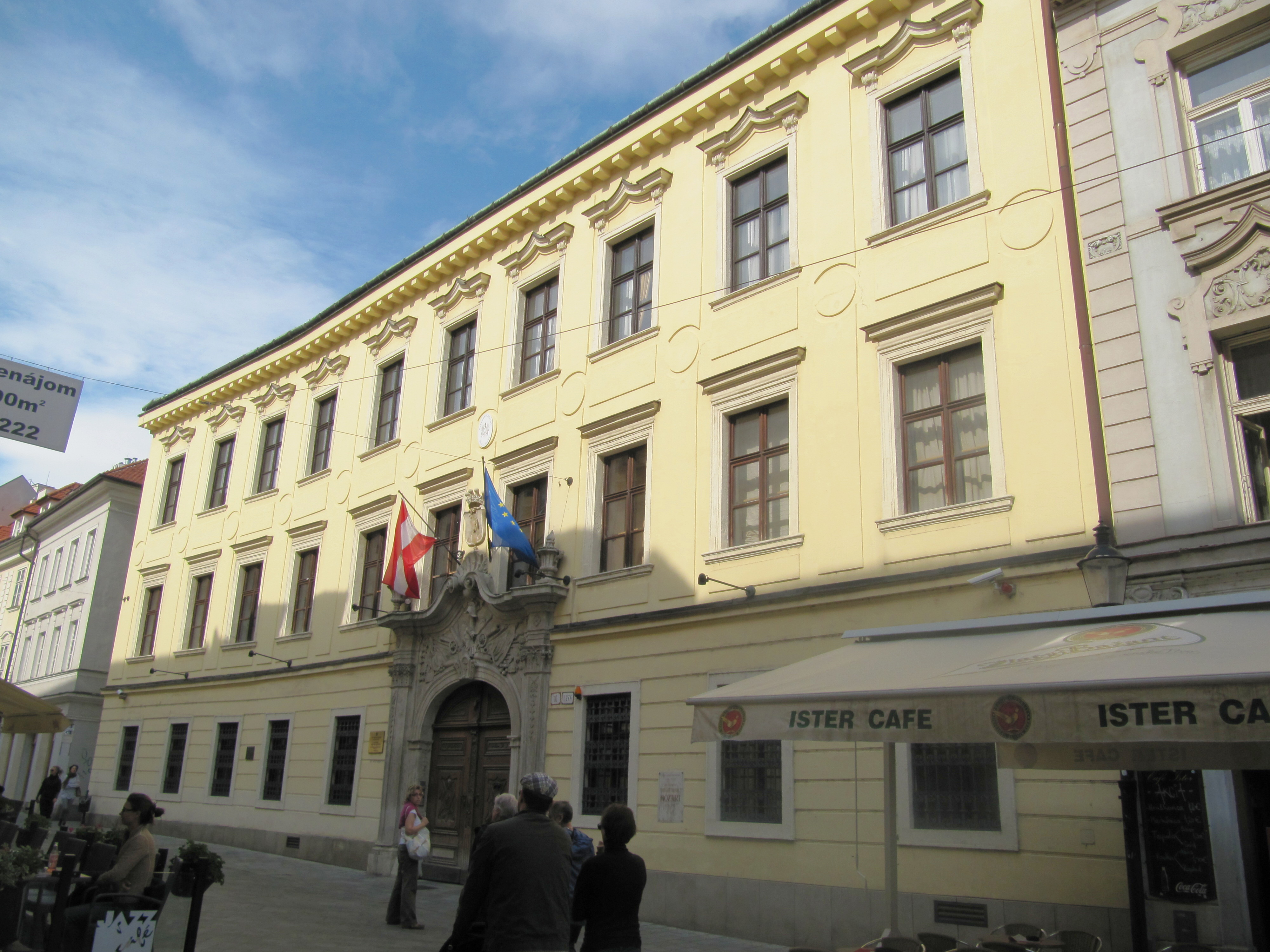
Посольство Австрії
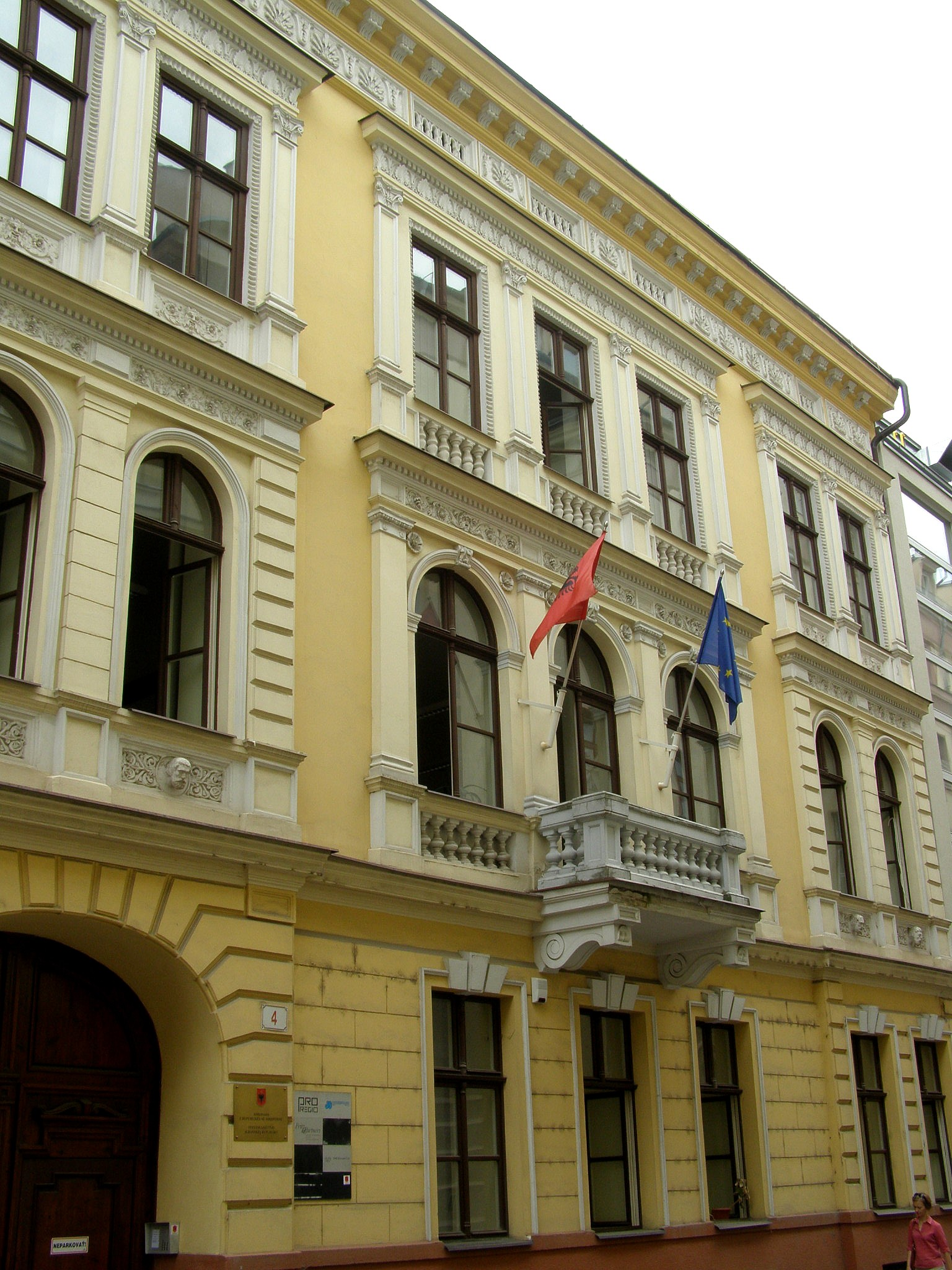
Посольство Албанії
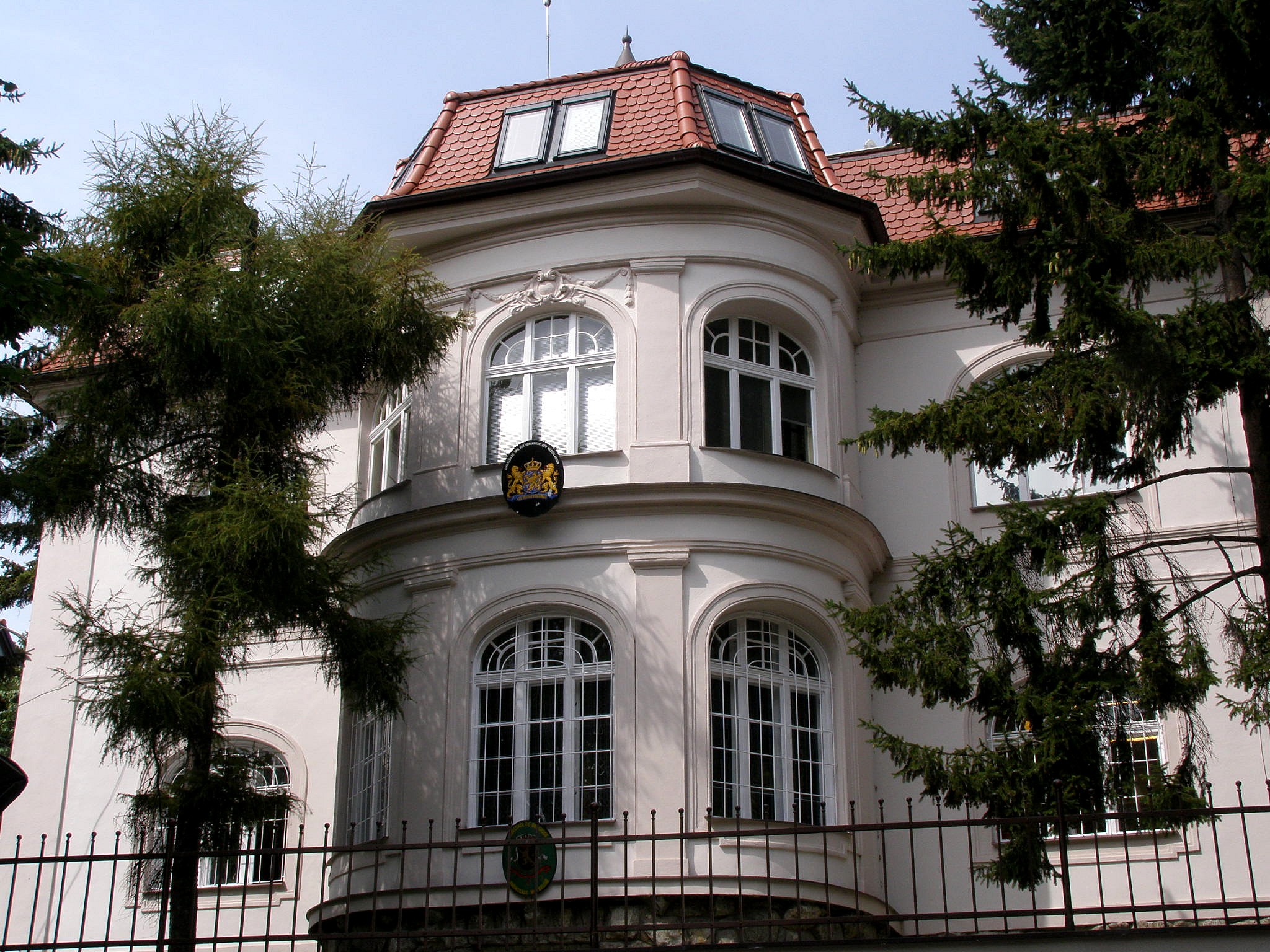
Посольство Бельгії
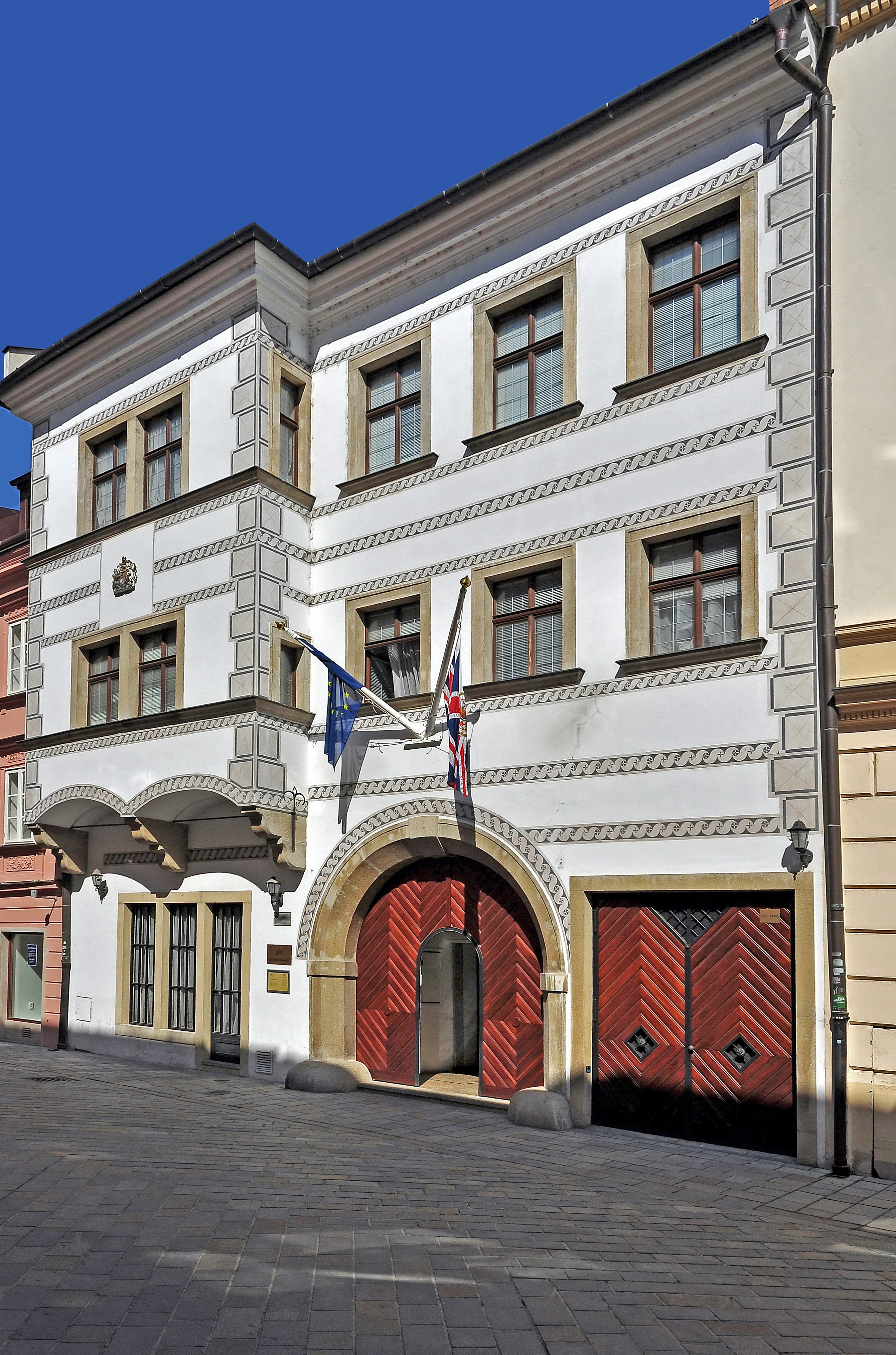
Посольство Великої Британії
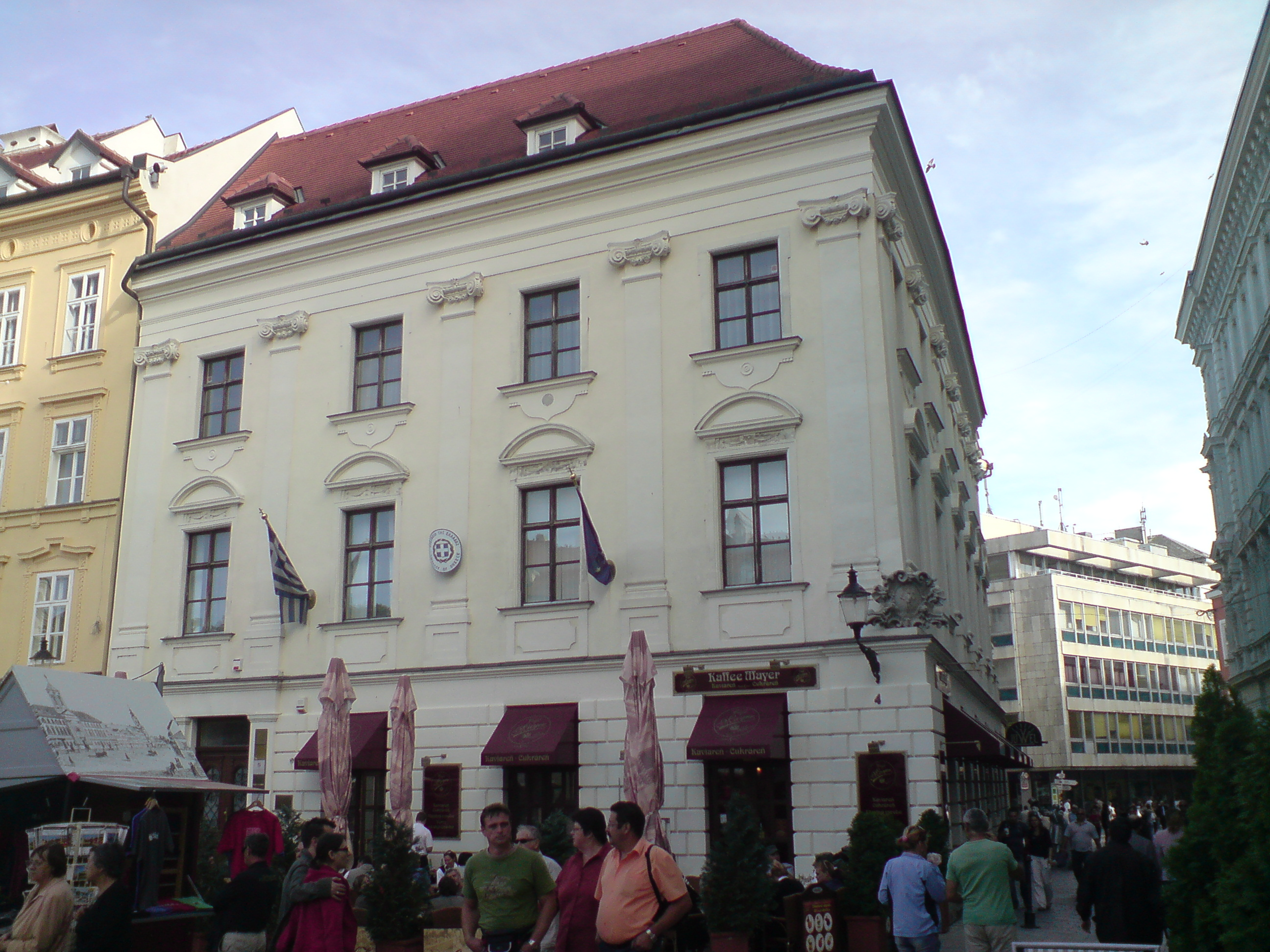
Посольство Греції
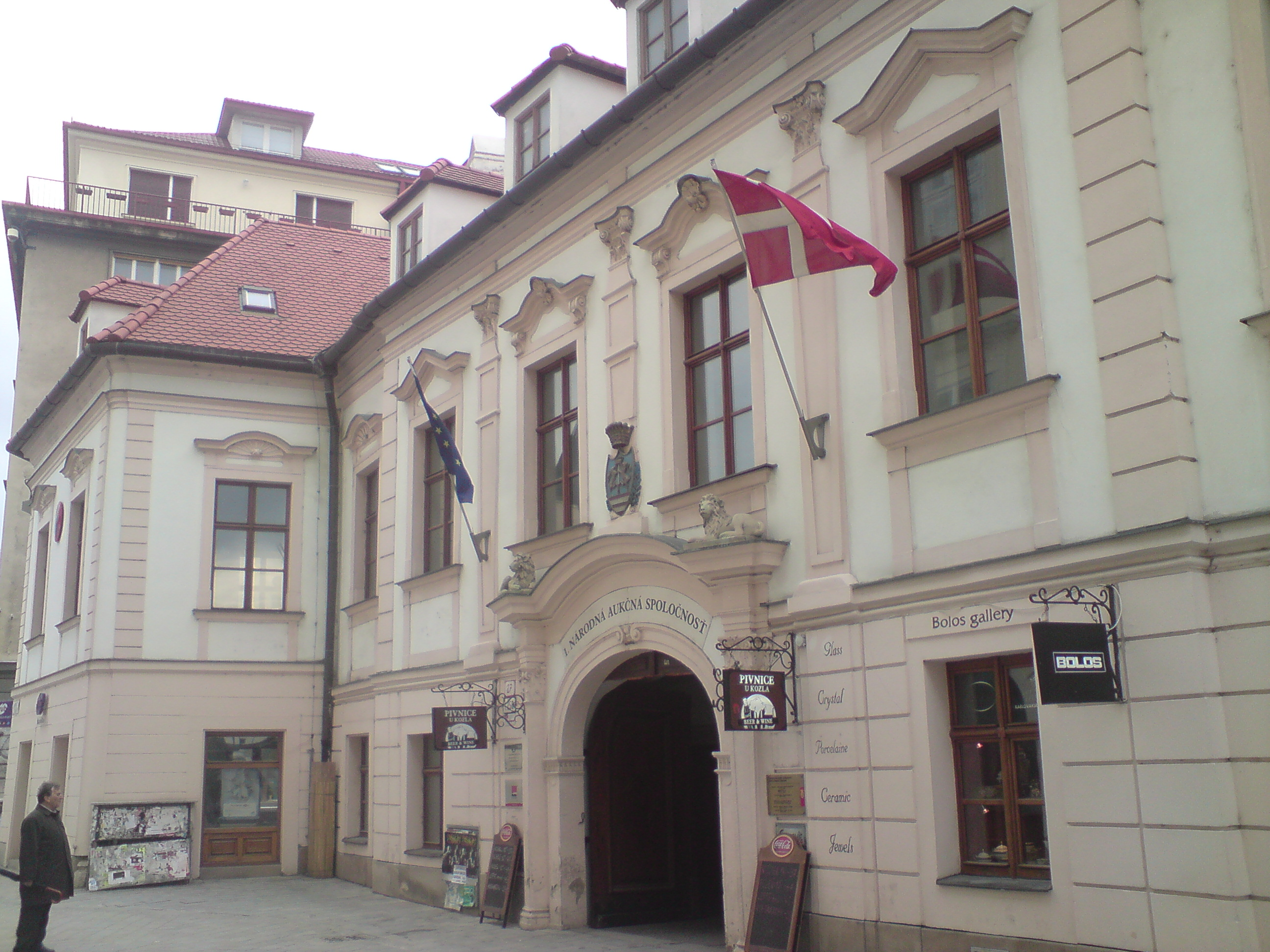
Посольство Данії
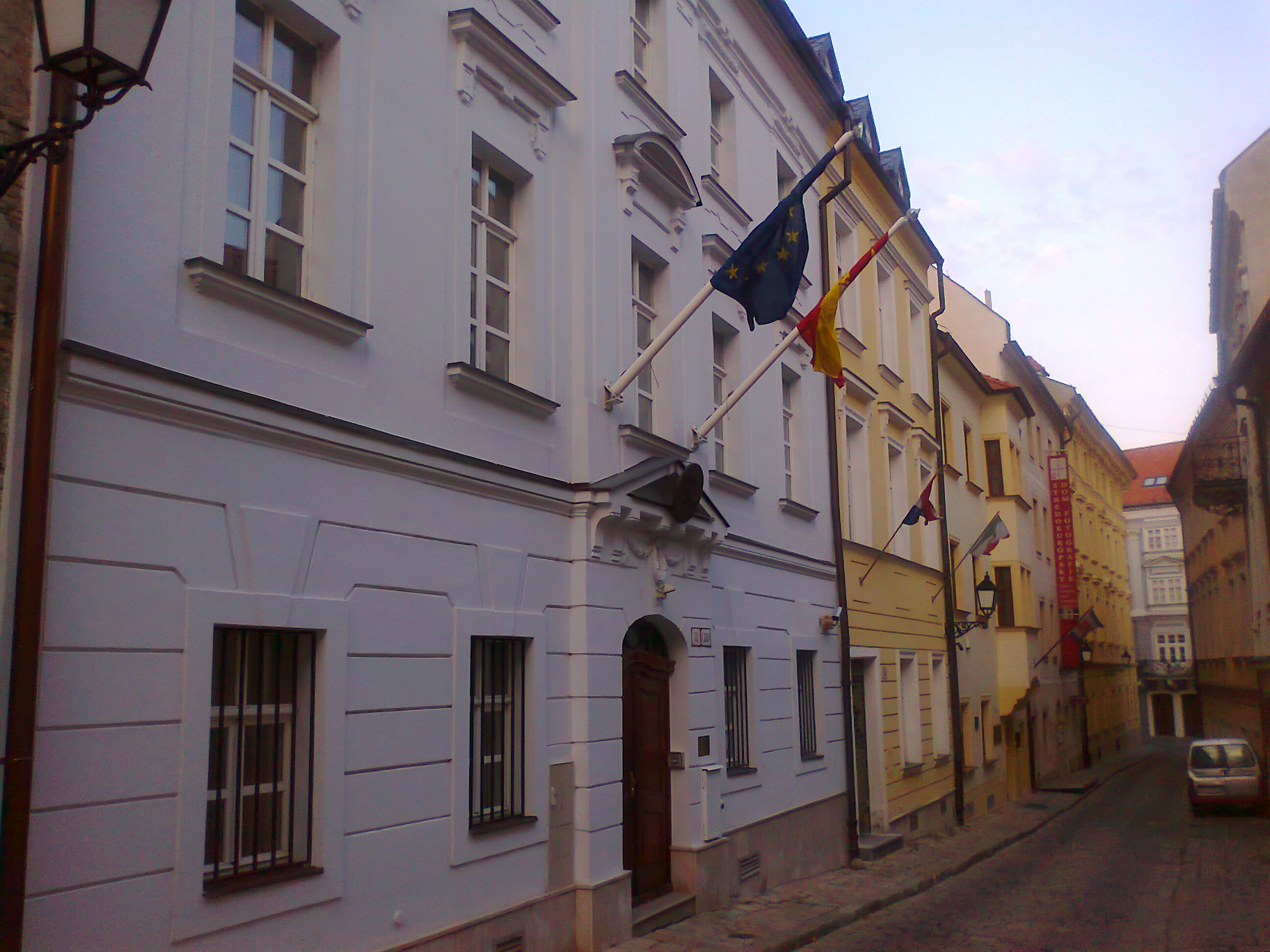
Посольство Іспанії
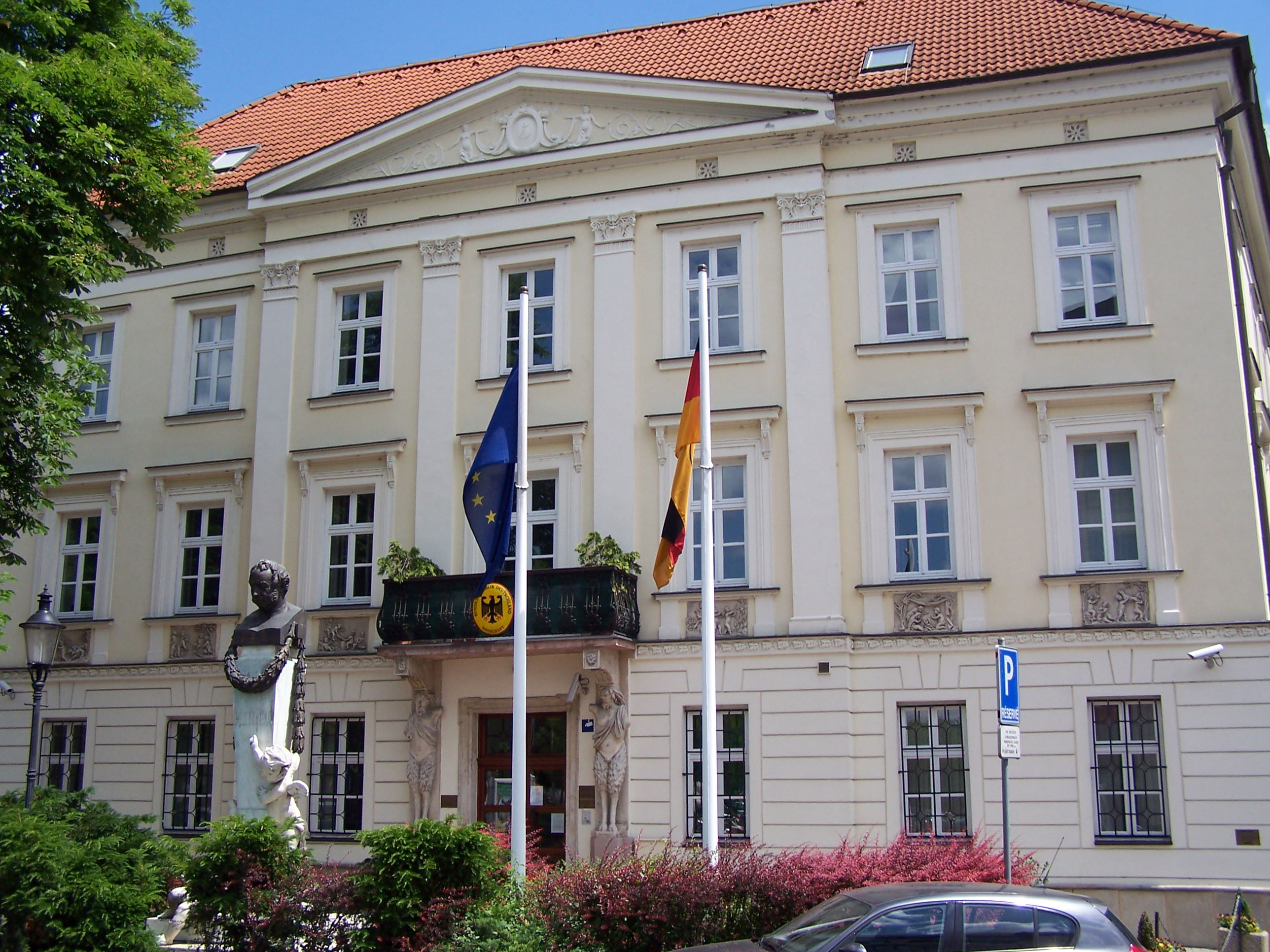
Посольство Німеччини
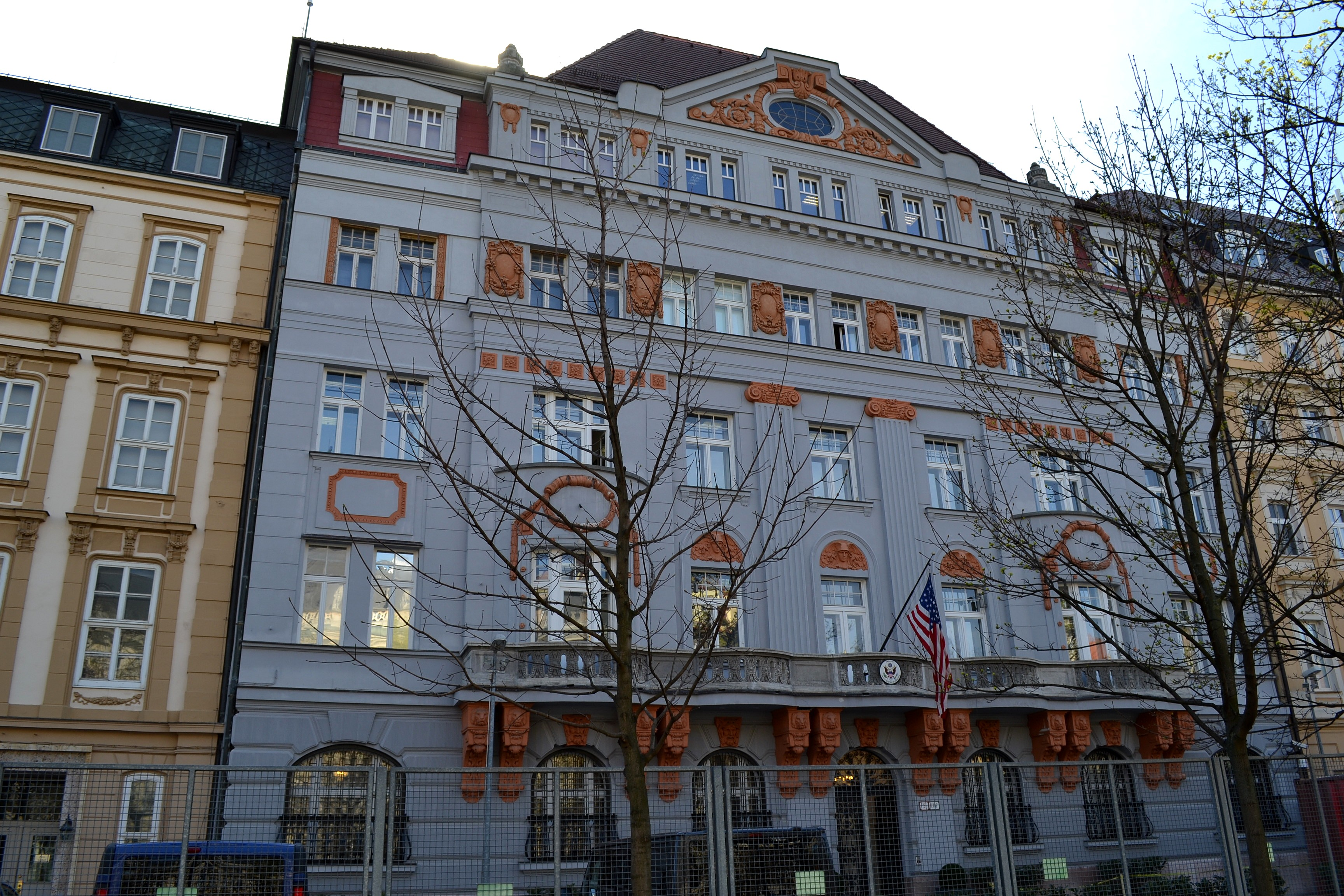
Посольство США
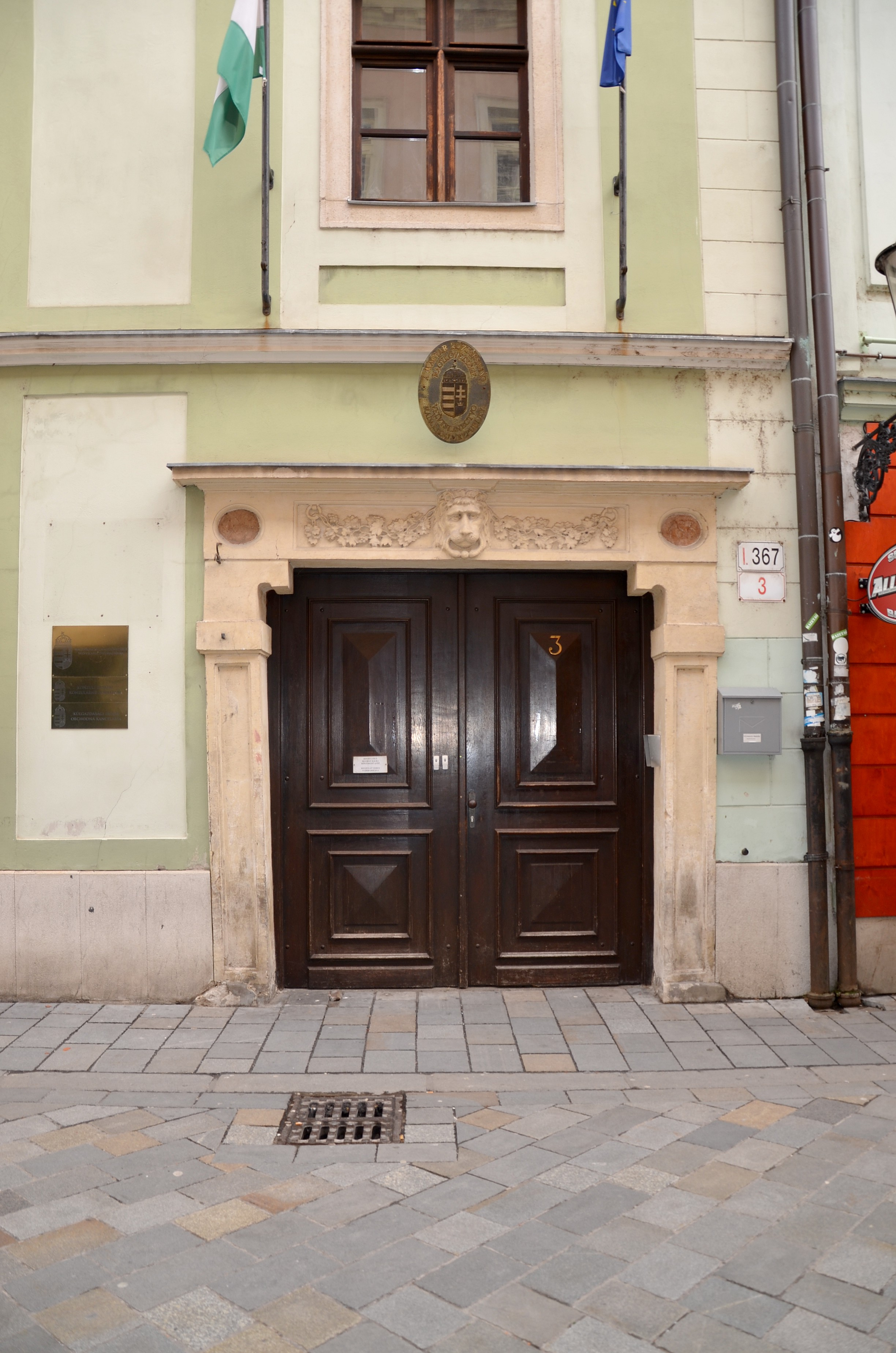
Посольство Угорщини
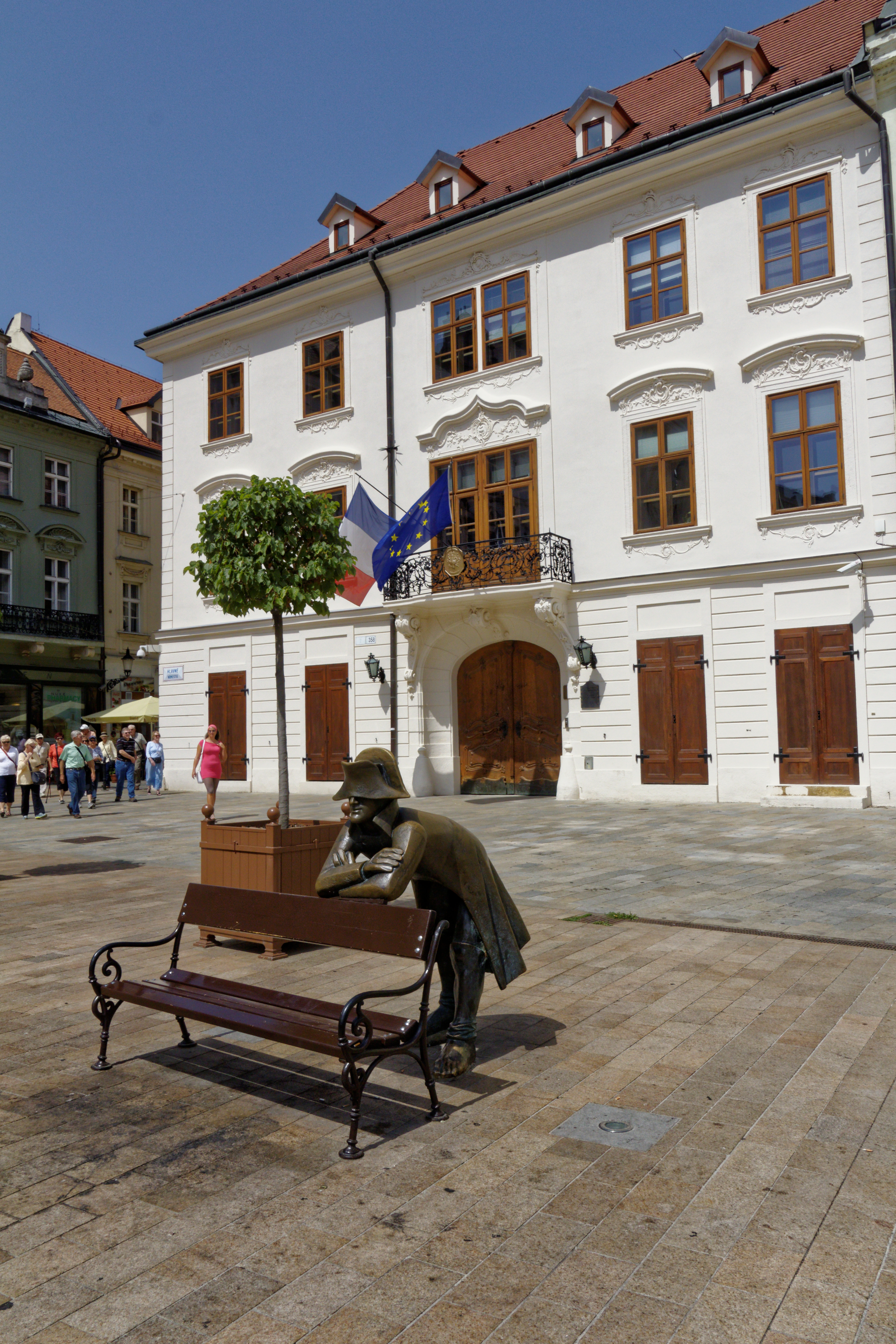
Посольство Франції
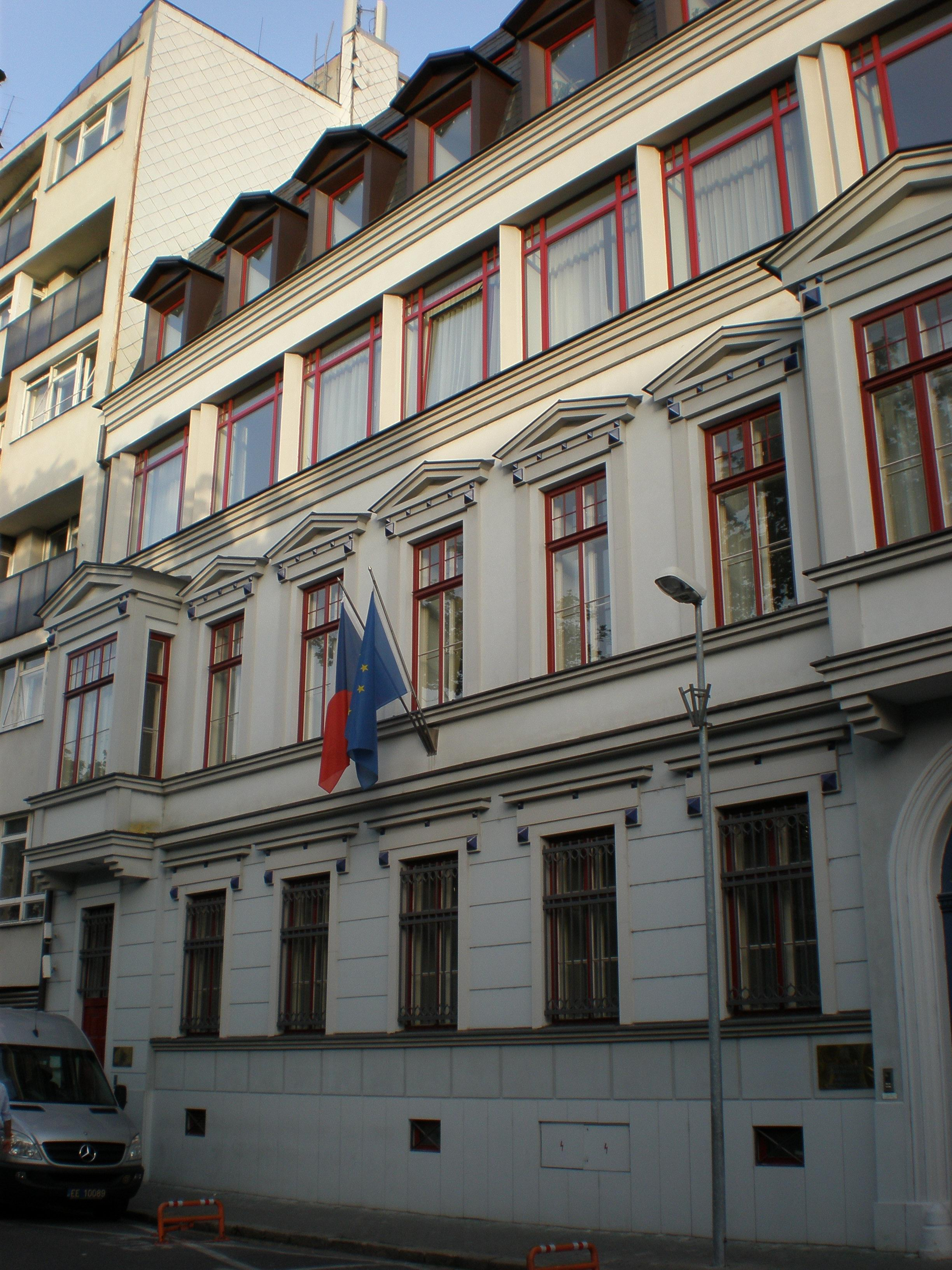
Посольство Чехії
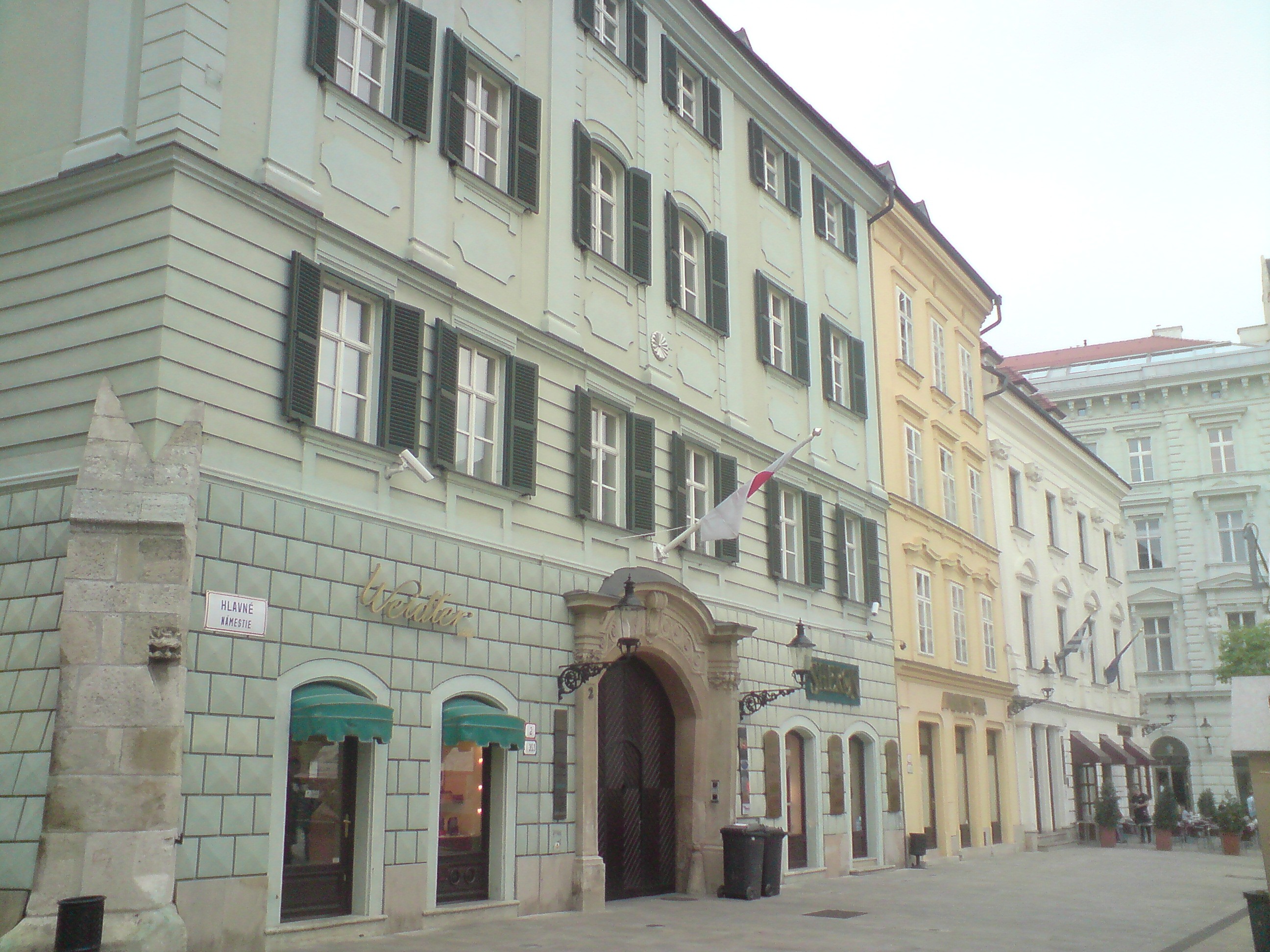
Посольство Японії